# Chicbul
Chicbul es una localidad del estado mexicano de Campeche. Es parte del municipio de Carmen.

## Demografía
| Gráfica de evolución demográfica |
|                                  |

| Censo | Población |
| ----- | --------- |
| 1960  | 300       |
| 1970  | 390       |
| 1980  | 840       |
| 1990  | 1 193     |
| 2000  | 1 683     |
| 2010  | 1 692     |
| 2020  | 1 837     |